# گرتل براون
مارگارت بِرتا گْرِتْل براون (آلمانی: Margarete Berta "Gretl" Braun; زاده ۳۱ اوت ۱۹۱۵ – درگذشته ۱۰ اکتبر ۱۹۸۷) خواهر کوچک اوا براون و یکی از اعضای حلقه اطرافیان آدولف هیتلر در اقامتگاه برگهوف بود. گرتل با هرمان فگلاین در ۳ ژوئن ۱۹۴۴ ازدواج کرد. بعد از ازدواج اوا با هیتلر در ۲۹ آوریل ۱۹۴۵، گرتل به خواهرزن دیکتاتور آلمان نازی تبدیل شد. او به تاریخ ۱۰ اکتبر ۱۹۸۷ در سن ۷۲ سالگی در اشتاینگادن درگذشت.